# 韋駄天 (プロレスラー)
韋駄天（いだてん、7月11日 - ）は、日本のプロレスラー。シアタープロレス花鳥風月所属。花鳥風月ファイティングクラブ1期生。

## 来歴
2018年10月20日、東京・東十条花鳥風月ファイティングクラブにおける正直者プロレスでの服部健太戦でデビュー。

## 得意技

### フィニッシュ・ホールド
ムーンサルトプレス

### 打撃技
フライング・クロス・チョップ
ドロップキック
エルボー

### 投げ技
ノーザンライト・スープレックス・ホールド
 Profecia（プロフェシア）
スペイン語で予言。相手がとどめをさしに来る瞬間の一瞬のスキをついて決める。これから俺の餌食になるといった思いを込めて。
ブレーンバスター

### 関節技
韋駄天ロックI
韋駄天ロックⅡ
韋駄天ロックIII
韋駄天ロックIV
韋駄天ロックV
韋駄天ロックVI

### 固め技
ラ・マヒストラル
スモール・パッケージ・ホールド

### 飛び技
ムーンサルトプレス
ダイビング・ボディ・プレス
ダイビング・ボディ・アタック

## 入場テーマ曲
- CLIMAX JUMP（AAA (音楽グループ)）